# Écosystème minimum viable
L'Écosystème Minimum Viable (ou MVE Minimum Viable Ecosystem en anglais) est une méthode ayant pour objectif le codéveloppement d’un écosystème d’acteurs. Le concept de MVE est apparu en 2003 dans le livre The Wide Lens sur les écosystèmes d’entreprises par Dr. Ron Adner professeur en stratégie et en entrepreneuriat de la Tuck School of Business au Dartmouth College.
Dans le développement de projet IT, la méthode MVE est utilisée pour la cocréation de nouveaux écosystèmes d’entreprises, afin de concevoir de nouveaux produits et services. Elle peut inclure le codéveloppement d’un Produit Minimum Viable (MVP).
Alors que le MVP a pour objectif le développement de nouvelles fonctionnalités d’un produit, le MVE se concentre sur le développement d’un écosystème d’entreprises, c’est une démarche principalement stratégique.
Le MVE s'appuie sur des principes d’innovation ouverte et de coopétition. Plus récemment, les projets dans le domaine de la blockchain et des DLT, utilise cette méthode afin de faciliter l’innovation et le développement de nouvelles solutions décentralisées.